# Учётная ставка
Учётная ста́вка — финансовый термин, финансовая категория, употребляемая для характеристики следующих процессов, связанных с кредитованием:
1. Под учётной ставкой понимается процентная ставка, по которой Центральный банк страны предоставляет кредиты коммерческим банкам[2][1]. В российской практике наряду с термином учётная ставка для данной ситуации применяется термин ставка рефинансирования[3][4][5]. Чем выше учётная ставка Центрального банка, тем более высокий процент взимают затем коммерческие банки за предоставляемый ими клиентам кредит и наоборот.
2. Под учётной ставкой понимается процент, курс, взимаемый банком с суммы векселя при «учёте векселя» (покупке его банком до наступления срока платежа)[1]. Фактически, учётная ставка в данном случае — это цена, взимаемая за приобретение обязательства до наступления срока уплаты. При учёте Центральным банком государственных ценных бумаг или предоставлении кредита под их залог применяется термин официальная учётная ставка[6].

## Простая, сложная и номинальная учётная ставка

### Простая учётная ставка
При учёте по простой учётной ставке дисконт взимается по отношению к общей сумме обязательства и представляет собой каждый раз одну и ту же величину:
{\displaystyle P=S-S*n*d=S(1-nd)},
где
- {\displaystyle P} — сумма выплаты;
- {\displaystyle S} — общая сумма обязательства (сумма выплаты плюс дисконт);
- {\displaystyle d} — учётная ставка, выраженная в долях;
- {\displaystyle n} — число периодов до уплаты.

### Сложная учётная ставка
При учёте по сложной учётной ставке сумма выплаты {\displaystyle P} рассчитывается по формуле:
{\displaystyle P=S(1-d)^{n}}
(при тех же обозначениях).

### Номинальная учётная ставка
При учёте по номинальной учётной ставке {\displaystyle f}, которая начисляется {\displaystyle m} раз в год, сумма выплаты {\displaystyle P} через {\displaystyle n} лет рассчитывается по формуле:
{\displaystyle P=S(1-{\frac {f}{m}})^{mn}}.

## Влияние
Изменение уровня учётной ставки центральным банком страны это достаточно эффективный инструмент управления экономикой на макроуровне. Искусственное понижение учётной ставки может вызывать обесценивание государственной валюты, но стимулирует экономическую активность.